# Tameike-Sannō (métro de Tokyo)
Tameike-Sannō (溜池山王駅, Tameike-Sannō-eki) est une station du métro de Tokyo sur les lignes Ginza et Namboku dans l'arrondissement de Chiyoda à Tokyo. Elle est exploitée par le Tokyo Metro.

## Situation sur le réseau
La station Tameike-Sannō est située au point kilométrique (PK) 9,6 de la ligne Ginza et au PK 5,7 de la ligne Namboku.

## Histoire
La station a été inaugurée le 30 septembre 1997 comme terminus de la ligne Namboku.

## Services aux voyageurs

### Accès et accueil
La station est ouverte tous les jours.

### Desserte
- Ligne Ginza :
  - voie 1 : direction Shibuya
  - voie 2 : direction Asakusa
- Ligne Namboku :
  - voie 3 : direction Akabane-Iwabuchi (interconnexion avec la ligne Saitama Railway pour Urawa-Misono)
  - voie 4 : direction Meguro (interconnexion avec la ligne Tōkyū Meguro pour Hiyoshi)

### Intermodalité
Tameike-Sannō se trouve à proximité de Kokkai-gijidōmae, et les deux stations sont reliées par un couloir de correspondance.

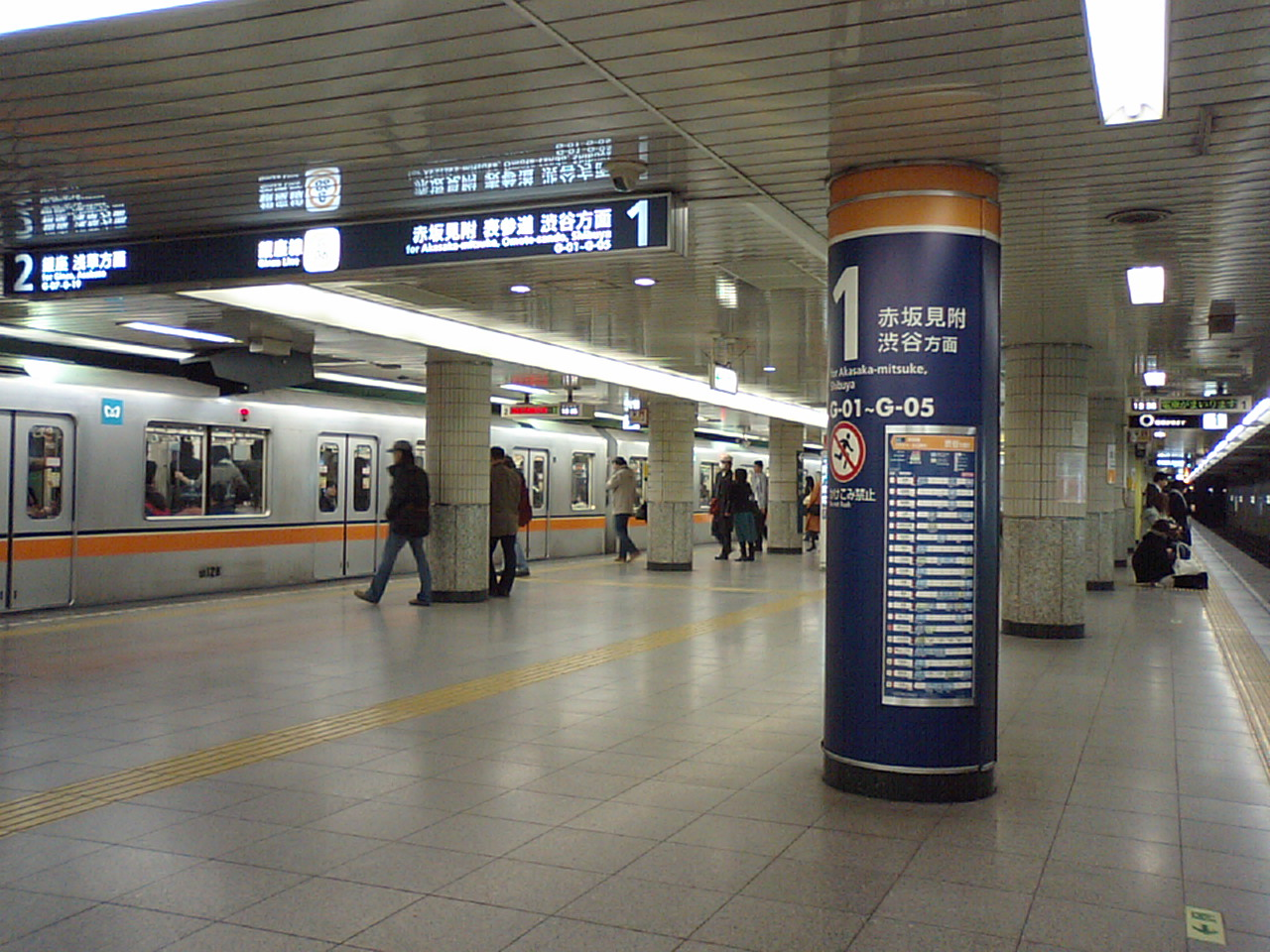
Quai de la ligne Ginza
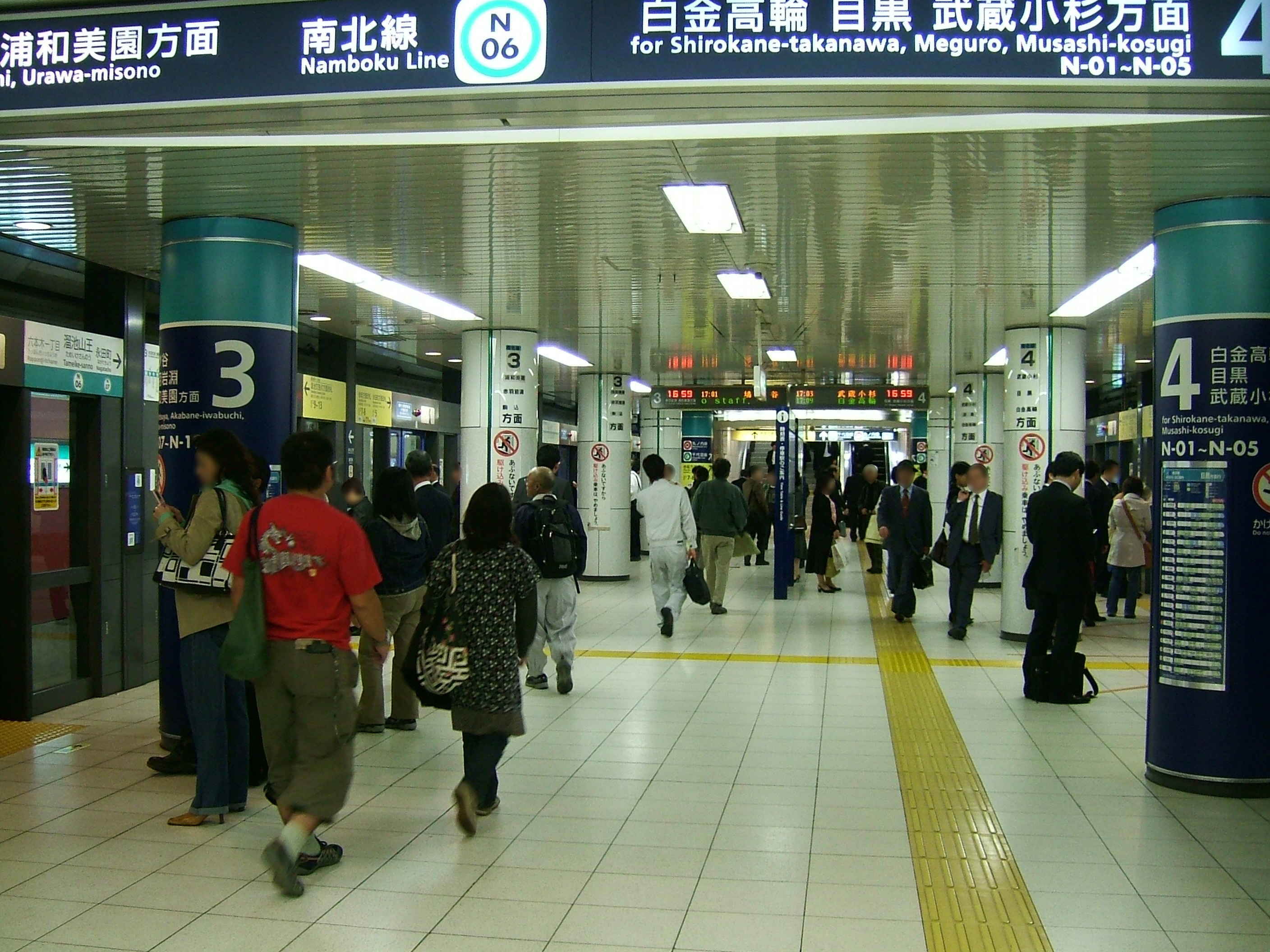
Quai de la ligne Namboku

## À proximité
- Hie-jinja
- Kantei
- Suntory Hall